# Giuseppe Marchesano
Giuseppe Marchesano est un avocat et homme politique italien, né à Palerme le 6 décembre 1863, mort à Rome le 29 août 1951.

## Biographie
Giuseppe Marchesano est avocat de la partie civile dans le procès du meurtre de Emanuele Notarbartolo devant la Cour d'Assises de Milan. Il obtient de la Chambre des Députés que Palizzolo soit arrêté en décembre 1899. Il fait le lien avec les socialistes palermitains Aurelio Drago et Alessandro Tasca.
Il souhaite se présenter aux élections législatives italiennes de 1900 dans la première circonscription de Palerme (Palazzo Reale) face à Palizzolo, candidat malgré son arrestation par la famille Florio. Ignazio Florio l'aurait convaincu de se présenter dans une la quatrième circonscription contre l'assurance de son soutien.  
L'appui de Florio et la mobilisation des socialistes (Barbato, Bosco, Drago), financés par les socialistes allemands et français, s'ajoutent à la popularité que l'avocat a gagné grâce au procès Notarbartolo et à l'animosité contre le député sortant Pietro Bonanno, membre de l'opposition constitutionnelle au gouvernement Pelloux comme Crispi, Rudinì et Trabia. Ainsi convergent sur sa candidature le prince de Trabia, des aristocrates et de riches bourgeois, la franc-maçonnerie, les étudiants universitaires et de nombreux modérés ce qui lui permet d'être élu, avec 3 voix de différence (1 038 contre 1 035).  
Mais l'élection est annulée et 30 décembre suivant, Bonanno l'emporte, grâce à de la corruption électorale selon les socialistes qui sont affaiblis par l'assassinat du roi Humbert Ier et le succès de la coalition monarchiste-libérale aux élections administratives de septembre 1900. 
Marchesano devient ensuite le service juridique de la Navigazione Generale Italiana détenue par les Florio pour lesquels il négocie avec Giolitti et la Banque d'Italie.